# Clistoabdominalis tasmanicus
Clistoabdominalis tasmanicus är en tvåvingeart som beskrevs av Skevington 2001. Clistoabdominalis tasmanicus ingår i släktet Clistoabdominalis och familjen ögonflugor. Inga underarter finns listade i Catalogue of Life.